# Tale (Vorname)
Tale ist sowohl ein weiblicher, als auch männlicher Vorname. Es handelt es sich um eine niederdeutsche und friesische Kurz- und Koseform des älteren deutschen Namens Adelheid. Tale bedeutet unter anderem „die/der Vornehme“.

## Verbreitung
Der Name ist besonders in Norddeutschland verbreitet, vor allem aber auch in Norwegen.

## Ableitung
- Talena